# PM-43式120公厘迫擊炮
PM-43式120公厘迫擊炮（俄语：120-Полевой Миномёт-43，120公厘-團迫擊炮-43，簡寫PM-43）（GRAU目錄索引編號52-M-843）是蘇聯在第二次世界大戰期間改良PM-38式120公厘迫擊炮的重型步兵迫擊炮，它與PM-38迫擊炮一同作為冷戰期間蘇聯陸軍步兵團級主力曲射支援武器，直到1980年代末期才由更新製造材料的2B11式迫擊炮給替換。

## 簡介
負責此款武器的研發工程師為亞歷山大·亞歷山德羅維奇·托科夫，他因負責此項目的功勞在1944年獲頒列寧勳章。他的開發方向是在當時已經服役的PM-38式基礎上簡化製程、提升操作安全性。PM-43式首先是改良了發火機設計，在不需要拆卸炮管的情況下即可更換撞針，利於野戰維護。其次是增長制退復進機的長度增加吸收後座力的效能，增加火砲射擊穩定度。此外PM-43增設了裝填安全保險，避免炮手在交戰時重複裝填導致膛炸。
由於在設計上大體沿襲了PM-38，因此PM-43可以使用所有PM-38運用的彈藥和瞄具，有效最大射程也沒有改變。由於重量已經不適合步兵攜帶，它同樣採用外加的雙輪車架進行車輛拖曳機動，在戰爭期間生產的雙輪車架沒有裝設彈簧懸吊系統，因此拖曳時速上限較低，但是在戰後生產的拖曳車架皆裝設了此裝置。在二戰後，PM-43大量輸出供應共產主義國家與蘇聯盟邦配備，也是世界各地戰爭普遍出現的武器，中華人民共和國使用它的設計產製了55式120公厘迫擊炮，在1971年之前為中國人民解放軍陸軍團級主力支援火炮。
在蘇聯步兵部隊中，編制是2門PM-43迫擊炮與2輛MT-LB牽引車編成一個重迫擊炮連，三個重迫擊炮連組成一個重迫擊炮營。每個機動步槍團會配備一個重迫擊炮營。但是在蘇聯空降軍中，一個空降團同樣是配製6門編制的重迫擊炮營，但是機動車輛增加到6輛GAZ-66卡車、3輛GAZ-69汽車。

## 使用國家
- 阿富汗[2]
- 阿尔巴尼亚[3]
- 阿尔及利亚[4]
- : 使用中製55式[5]
- : 6[6]
- 布吉納法索: 12[7]
- 柬埔寨[8]
- : 6[9]
- 中非: 12 in store[10]
- 中华人民共和国: 在地生產版稱為55式[3]
- 刚果共和国: 28[11]
- 古巴[12]
- 捷克[3]
- 埃及: PM-43[13]與在地自製的Helwan UK 2[3]
- 几内亚[14]
- : 8[15]
- : 18[16]
- 匈牙利: 1 截至2016年[17]
- 伊拉克[3][18]
- [19]
- [20][21]
- [22]
- 利比亞[23]
- 马达加斯加: 8[24]
- 莫桑比克: 12[25]
- 緬甸: 使用中製55式[26]
- 尼泊尔[27]
- 尼加拉瓜: 24[28]
- 巴基斯坦: 使用55式與其衍生型
- 羅馬尼亞[3]
- 俄羅斯[3]
- 斯洛伐克[3]
- 南蘇丹: Type 55[29]
- 苏丹[30]
- 斯里蘭卡[31]
- 叙利亚[3][32]
- 坦桑尼亚: 使用中製55式
- 越南: 同時運用PM-43與中製55式[3][33]
- 辛巴威: 6[34]

## 曾使用過的國家
- 东德[3]
- 泰米尔伊拉姆猛虎解放组织[35]
- 南也門[3]
- 苏联[3]
- 南斯拉夫联盟共和国[3]

## 相關項目
- GrW 42型120毫米迫擊炮